# Copa Campeón de Campeones de Guatemala 1997
La Copa Campeón de Campeones de Guatemala de 1997 enfrentó a los clubes Comunicaciones Fútbol Club y Deportivo Amatitlán se disputó el 2 de julio a partido único quedando empatados 3-3, se definió al campeón por lanzamiento de penales ganando 4-3 Comunicaciones.

## Equipos participantes
| Comunicaciones      |  | Campeón de la Liga Nacional de Guatemala (1997) |
| Deportivo Amatitlán |  | Campeón del Torneo de Copa (1997)               |

## Resultados
| 2 de julio de 1997 | Comunicaciones                                   | 3:3 (4:3 p.) | Deportivo Amatitlán            |  |  |
|                    | Jorge Pérez 3' Nicolás Suazo 32' Jorge Rodas 35' |              | Arias 39' Cerna 51' Vargas 83' |  |  |

## Campeón
|                                  |
| Campeón Comunicaciones 9° título |

- Datos: Q109423133